# (6594) Tasman
(6594) Tasman – planetoida z pasa głównego asteroid okrążająca Słońce w ciągu 4 lat i 233 dni w średniej odległości 2,78 j.a. Została odkryta 25 czerwca 1987 roku w Obserwatorium Kleť w pobliżu Czeskich Budziejowic przez Antonína Mrkosa. Nazwa planetoidy pochodzi od Abla Tasmana (1603-1659), holenderskiego żeglarza i odkrywcy. Przed jej nadaniem planetoida nosiła oznaczenie tymczasowe (6594) 1987 MM1.